# Анастасиос Малтос
Анастасиос Малтос (на гръцки: Αναστάσιος Μάλτος) е гръцки филолог, писател, просветен деец от XIX–XX век.

## Биография
Анастасиос Малтос е роден в 1871 година в битолското влашко село Магарево. Син е на Николаос Малтос, а негов племенник е лекарят Алкивиадис Малтос. Учи филология в Атинския университет и завършва обучението си в университетите на Лайпциг и Мюнхен. През 1879 година получава докторска степен по философия от Цюрихския университет. Тогава той се установява в продължение на 25 години в Одеса, където работи като преподавател в женското училище Родоканикио и в гръцкото мъжко търговско училище (1880 - 1919), на което е директор. Преподава и музика в педагогическото училище на Григорий Маразли. По молба на Маразли поема организацията и управлението на Библиотека Маразли, чрез които публикува няколко произведения на древните гръцки и чуждестранни писатели. През октомври 1905 година по повод двадесет и пет годишнината на преподавателската му дейност, гръцкото правителство го награждава с „Ордена на Спасителя“. Той е бил член на Дружество за разпространение на полезни книги.
През 1919 година напуска със семейството си Одеса и се установява за кратко в Солун, където преподава, и най-накрая се установява в Атина. Там той преподава Шеста атинска гимназия (1921 - 1926). Умира в Атина през 1927 г. Женен е за Марина Коандзаки, с която имат три деца, Ифигения Малту, съпруга на Йоанис Фавиатос - Коколис, Александрос Малтос, химик, и Орестис Малтос – архитект.
Малтос е автор на ръководства по френски, немски, руски, гръцки и италиански език. Превежда творби на чуждестранни автори. Издава колекциите от песни и „Терпсихори“ и „Мелпомени“. Сътрудничи на „Иконографимена“ (Ню Йорк) и „Мусики“ (Цариград). Привърженик е на димотики в езиковия въпрос в Гърция.

## Творчество
- Τα περί συμποσίων των αρχαίων Ελλήνων[4] (докторска дисертация, 1880)
- Συλλογή δίφωνων και τρίφωνων ασμάτων (1881)
- Τερψιχόρη[4] (сбирка народни песни за използване в училищата, 1883), преиздадена в 1893 и 1911 г.
- Μελπομένη[4] (сбирка детски песни, 1885)
- Γερμανικοί διάλογοι: Νέος μεθοδικός οδηγός προς εκμάθηνσιν της γερμανικής γλώσσης[4] (Хайделберг, 1892)
- Ιστορία Ελληνικής μουσικής (1893)
- Ιστορίας της Μουσικής (Превод на книгата на Хайнрих Адолф Кьостлин, 1908)
- Επίτομος γραμματική της ρωσσικής γλώσσας[4] (1911)
- Γερμανικά αναγνώσματα: Επεξειργασμένα προς χρήσιν των Ελλήνων[4] (Хйделберг, 1914)
- Επίτομος γραμματική της γερμανικής γλώσσας: θεωρητική άμα και πρακτική μετά πολλών ασκήσεων διαλόγων και αναγνωσμάτων διασκευασθείσα προς χρήσιν των Ελλήνων[4] (1923)
- Γραμματική της γαλλικής γλώσσας (1923)
- Ιταλική γραμματική (1924)